# Podoschistus
Podoschistus ist eine Schlupfwespengattung in der Unterfamilie Poemeniinae. Innerhalb dieser ist sie der Tribus Poemeniini zugeordnet. Die Gattung wurde 1957 von dem US-amerikanischen Entomologen Henry Keith Townes (1913–1990) eingeführt. Typusart ist Xorides vittifrons Cresson, 1868. Die Gattung Podoschistus ist in Deutschland mit einer Art vertreten.

## Merkmale
Die mittelgroßen schlanken Schlupfwespen zeichnen sich durch die Kombination folgender Eigenschaften aus. Ein Kiel am Praepectus (epicnemial carina) fehlt. Die Schläfen sind dorsal stark punktiert. Der Clypeus ist klein und flach. Die Mandibeln weisen jeweils nur einen Zahn auf. Alle Klauen der Tarsen besitzen einen zusätzlichen Zahn. Die Vorderflügel sind ohne die Flügelader 3rs-m. Diese würde normalerweise ein vorhandenes Areolet (kleine Flügelzelle) nach außen hin abschließen. Die Tergite sind bei Podoschistus deutlich und dicht punktiert, während diese bei der verwandten Gattung Neoxorides glatter und feiner genarbt sind.

## Lebensweise
Die Schlupfwespen parasitieren holzbohrende, xylophage Käfer aus den Familien der Bockkäfer, Prachtkäfer und Rüsselkäfer.

## Systematik
Zur Gattung Podoschistus werden mindestens fünf beschriebene Arten gerechnet, wovon eine in Europa vorkommt.
- Podoschistus alpensis (Uchida, 1928) – Japan, Korea
- Podoschistus caudatus Kasparyan, 1976 – Japan, Ferner Osten Russlands
- Podoschistus mushanus (Sonan, 1936) – China, Taiwan
- Podoschistus scutellaris (Desvignes, 1856) – Europa, Indien, Kaukasus, Korea
- Podoschistus vittifrons (Cresson, 1868) – Nearktis